# Isengård

Symbolen för Isengård - Sarumans vita hand

Isengård är en fiktiv fästning i Tolkiens romantrilogi Härskarringen. Den ligger vid Dimmiga bergens södra utlöpare, nära floden Isen. Isengård och dess torn, Orthanc, byggdes redan på Isildurs tid. Fästet utgjorde, tillsammans med Hornborgen, en kniptång som bevakade Rohanpasset och var således av stor strategisk betydelse.
Under tredje åldern minskade Calenhardons befolkning stadigt och till sist kallades Orthancs väktare tillbaka till Minas Tirith och tornet låstes. Med tiden glömdes fästet bort allt mer eftersom det låg i en avlägsen landsända. Men Isengård förblev länge under kontroll av en liten grupp väktare vars ämbete gick från far till son. Gradvis minskade dock kontakten med Minas Tirith tills den upphörde helt. Runt 2710 hade ätten som vaktat Isengård dött ut och sedan visade det sig att Isengård blivit fientligt ställt mot Rohan. Detta berodde på att dunlänningar med tiden infiltrerat Isengård och blandat sig med den Gondorianska besättningen. Dunlänningarna dödade sedan det fåtal som var trogna Gondor och tog sedan Isengård som sitt. Med Isengård som bas började de härja Rohan ända fram till att de svältes ut, i samband med den långa vintern, av kung Frealaf Hildesson år 2758.
En mer permanent lösning för Isengård var därmed av nöden. Rikshovmästaren Beren av Gondor gav därför gladeligen Isengård och Orthancs nycklar till Saruman, som blev överste tornväktare år 2759. Men med tiden började Saruman ignorera Minas Tirith allt mer och år 2953, då Gondor distraherades av Saurons återkomst, tog han utan vidare över Isengård som sitt eget fäste. Han fortifikerade Isengård och med tiden började han planlägga Rohans undergång.
Under Ringens Krig var Isengård Sarumans bas i sitt sökande efter Ringen och han avlade fram många orcher och uruk-hai och rekryterade många dunlänningar för att kunna besegra Rohirrim. Slagen vid Isenvaden blev dyrköpta segrar för Saruman, eftersom han inte genast invaderade Rohan i stor skala. Till slut fick dock Rohirrim fly från vaden och Sarumans huvudstyrka kunde marschera mot Helms klyfta.
Efter att Isengårds tömts på trupper, intog enterna Isengård och höll Saruman fången där. Anledningen till enternas väckta vrede mot Isengård var att dess herre Saruman förstört många av deras skogar efter att han beslutat sig för att tjäna Sauron.
Saruman hölls fången I Orthanc i flera månader av enterna, men släpptes till slut ut av Lavskägge som inte gillade att hålla någon fången en längre tid. Enterna restaurerade Isengård och planterade många nya träd och fick dalen i gåva av Aragorn, med villkoret att de skulle hålla vakt över Orthanc. Orthancs nycklar gavs sedan till Aragorn, dess rättmätiga ägare.